# Бармак, Николай Валентинович
Барма́к Нико́лай Валенти́нович (род. 13 января 1966, Новоград-Волынский) — украинский историк, доктор исторических наук, доцент, заведующий кафедры истории Украины Тернопольского национального педагогического университета им. В. Гнатюка.

## Краткая биография
- Июнь 1989 г. — с отличием окончил исторический факультет Луцкого государственного педагогического института им. Л. Украинки;
- Сентябрь 1989 г. — ассистент кафедры истории Украины ТНПУ. Преподавал курсы по истории Украины, исторического краеведения, политологии.
  - Март 1997 г. в Институте национальных отношений НАН Украины защитил диссертацию кандидата исторических наук по теме «Миграционные процессы среди немецкого, чешского и еврейского населения Волынской губернии (1796—1914 гг.)» по специальности «Этнология».
  - Октябрь 1999 г. — доцент кафедры истории Украины.
  - Декабрь 2001 г. — сентябрь 2002 г. — начальник управления по вопросам внутренней политики Тернопольской областной государственной администрации.
  - Октябрь 2002 — ноябрь 2005 г. — докторантура Львовского регионального института государственного управления Национальной Академии государственного управления при Президенте Украины.
  - Февраль 2008 г. в Институте украиноведения им. И. Крипякевича НАН Украины защитил докторскую диссертацию «Формирование институтов власти Российской империи на Правобережной Украине (конец XVIII — первая половина XIX в.» по специальности «История Украины».
    - В июле 1998 г. окончил Восточную летнюю школу при Варшавском университете. Член Клуба выпускников Варшавского университета.
    - Стипендиат Kasa im. Józefa Mianowskiego fundacji popierania nauki (Польша, 2003), Канадского института украинских исследований Альбертского университета (2007 г.).
    - Руководитель Центра Европейских исследований ТНПУ. Активно сотрудничает с учёными из Польши, Германии, Болгарии, Румынии, Чехии, Литвы, России, Канады, Японии. Научные Работы находятся в Национальной библиотеке Украины им. Вернадского, Библиотеке Конгресса США, Британской библиотеке, Библиотеке Варшавского университета (Польша), Российской Государственной библиотеки(г. Москва) и др.
    - Февраль 2007 г. — учёба в Школе политических студий: «Преподавание курса» Основы демократии «в высших учебных заведениях», который проводился совместно МОНУ, Канадским агентством международного развития (CIDA) и Университетом Квинс (Онтарио, Канада).
    - Участник международного проекта Междисциплинарных исследований в сфере социальных наук TISCASS.
    - Член Украинского геральдического общества.
    - Преподает учебные курсы: — для бакалавров: «Основы права», «Теория государства и права», «Методика преподавания правоведения».
    - Для магистров: «Правовые основы деятельности высших учебных заведений», «История государства Украины», «Современная Европа: политические и цивилизационные процессы».

  - Автор более 100 научных и научно-методических работ по проблемам истории Украины, этнологии, правоведению, методике преподавания истории и права.

## Основные публикации
- Немецкое, чешское и еврейское население Волынской губернии (1796—1914 гг.) — Тернополь, 1999. — 208 с. (укр.)
- Елена Киселевская: биография, воспоминания, выступления, статьи (к 130-летию со дня рождения). — Тернополь, 1999. — 86 с. (в соавторстве — Гулей Н.). (укр.)
- Наш край — Тернопольщина. В допощь учителю и ученикам. — Второе издание — Тернополь, 1998. — 186 с. (в соавторстве — Бармак О.). (укр.)
- Путеводитель по Крименальному кодексу Украины: основные понятия, таблицы, схемы — Тернополь, 2001. — 256 с. (укр.)
- Путеводитель по Семейному кодексу Украины: основные понятия, таблицы, схемы — Тернополь, 2001. — 112 с. (укр.)
- Путеводитель по Земельному кодексу Украины: основные понятия, таблицы, схемы — Тернополь, 2001. — 126 с. (укр.)
- Курс лекций по истории Украины в 4-х частях. Новейшая история Украины (1939—2007 р.). — Тернополь, 2007. — 400 с. (в соавторстве Кориненко П. С., Терещенко В. Д.). (укр.)
- Основы права. Издание восьмое — Тернополь, 2009—385 с. (укр.)
- Государственная служба в Российской империи: правовые основы формирования и функционирования корпуса гражданских служащих (ХVІІІ — первая половина XIX в.) — Тернополь, 2006. — 288 с. (укр.)
- Формирование властных институций Российской империи на Правобережной Украине (конец XVIII — первая половина XIX в.) — Тернополь, 2007. — 512 c. (укр.)

## Ресурсы интернета
- Кафедра истории Украины Тернопольского национального педагогического университета им. В.Гнатюка (недоступная ссылка) (укр.)
- Историческая Волынь. Исследователи Большой Волыни (укр.)
- Сайт учебных курсов Бармака Н. В. (укр.)